# 朱和鈞
朱和鈞（？—？），中國清朝官員。朱和鈞於1889年（光緒15年）接替羅大佑，於福建臺灣省轄區內代理擔任台南府知府。管轄約今台灣南部之嘉義市全境及嘉義縣、台南市及高雄縣西部沿海平原區域。該區域面積約為4500平方公里，也是清治臺灣之漢人主要集中地所在之一。
1895年，他則再度擔任該職，5月25日，因清朝割讓福建臺灣省，他內渡中國。亦為清朝末任台南府知府。